# Ésjar
Ésjar (en ucraniano: Есхар) es un pueblo ucraniano perteneciente al óblast de Járkov. Situado en el este del país, es parte del raión de Chujúyiv y parte del municipio (hromada) de Novopokrovka.

## Toponimia
El nombre Eschar proviene de la abreviatura de Estación Eléctrica del óblast de Járkiv (en ucraniano: Електрична Станція Харківського Району). El nombre de la ciudad en otros idiomas de importancia local es Yésjar (en ruso: Эсхар).

## Geografía
Ésjar se encuentra en la orilla derecha del río Donets, 10 km al suroeste de Chujúyiv y a 45 km al sureste de Járkiv.

## Historia
Ésjar fue fundada en 1924 para la construcción de Járkov GRES-2 y tiene estatus de asentamiento de tipo urbano desde 1938. Járkov GRES-2 es uno de los primogénitos del plan GOELRO, construido en 1925-1930. La primera etapa de la central eléctrica con una capacidad de 23,5 MW se puso en servicio el 1 de mayo de 1930. El 27 de agosto, se transmitió electricidad a través de una línea de 110 kV a Járkov; la segunda etapa con una capacidad de 22 MW se puso en marcha en 1931.
El 28 de julio de 2003, GRES-2 fue incluido en la lista de instalaciones de energía eléctrica particularmente importantes de Ucrania, cuya seguridad fue confiada a la seguridad paramilitar en cooperación con unidades especializadas del Ministerio del Interior de Ucrania. En junio de 2018, el activista local Mikola Bichko fue asesinado, lo que provocó protestas masivas. Después de las protestas, el jefe de la aldea local, Anatoli Legkosherst, que había estado en el poder durante más de 20 años, dimitió. En 2023, Ésjar perdió el estatus de asentamiento de tipo urbano debido a la eliminación de este estatus administrativo.
Ésjar sufrió los bombardeos rusos a lo largo de la invasión rusa de Ucrania y la escuela local quedó medio destruida.

## Demografía
La evolución de la población de Ésjar entre 1989 y 2022 fue la siguiente:
| 6662                                                          | 5602 | 5480 | 5495 | 5296 | 5163 |
| (Fuente: Cities & Towns of Ukraine y UKRAINE: Größere Städte) |      |      |      |      |      |

## Infraestructura

### Transporte
La estación de tren más cercana, Dachi, está a 3 km al noreste del asentamiento, en la vía férrea que conecta Járkiv y Kúpiansk-Vuzlovi. Ésjar está conectado por carretera con Chujúyiv, donde hay acceso por carretera a la autopista M03 que conecta Járkiv y Slóviansk. 